# 東渕江村
東渕江村（ひがしふちえむら）とは、1889年（明治22年）5月1日から1932年（昭和7年）10月1日まで存在した東京府南足立郡の村。
現在の大谷田、佐野、中川、東和、東綾瀬に相当する。

## 概要
東京府南足立郡の南東部に位置していた。村域は東を中川、南を古隅田川（現・隅田川）に囲まれ、本格的な開拓の始まる江戸時代までは両河川の自然堤防の後背湿地であった。村役場は東渕江村の地理的中央に当たる東和五丁目6付近に設けられた。現在は石碑が建つ。向かいには足立消防署大谷田出張所が建つ。
東渕江村役場庁舎の建物の一部は払い下げと移築が行われ中川三丁目3で隅田自治会集会場として2023年8月現在も利用中である。
地域としては「東淵江」を参照

## 村名の由来
旧来の「渕江領」に属していたが、綾瀬川が開削されてから後に「新川東」の呼称が付けられ、そこから東渕江の名称となった。

### 東渕江か東淵江か
「ふち」の表記法は公文書や公機関発行の地図、歴史文献などによって「渕」および「淵」の二種類が混在している。「ひがしふちえ」の名を冠した施設（足立区立東渕江小学校・東渕江橋・東渕江庭園）などは「渕」の表記を用いているが、しかしそれらも文献資料によっては「淵」と記されている。この表記法についてはどちらが正しいかは厳密に定義されておらず、「にっぽん」か「にほん」かと同じく、慣用的にどちらも認められているものである。ただし、上記の施設の名称を示す場合は、「渕」の表記を用いるのが妥当である。
これは渕江村も同様である。

## 歴史
詳細は東淵江を参照。

### 年表
- 1889年（明治22年）5月1日 - 市制町村制の施行により大谷田村、佐野新田、長右衛門新田、普賢寺村、北三谷村、蒲原村の6か村を合併統合し東渕江村が発足。
- 1932年（昭和7年）10月1日 - 千住町、西新井町、梅島町、舎人村、渕江村、伊興村、江北村、綾瀬村、花畑村とともに東京市へ編入され足立区となる。

## 地域の歴史

### 大谷田村
- 1660年（万治3年） - 葛西用水が開削され、当村内を通る。
- 1889年（明治22年）5月1日 - 東渕江村成立により、大字大谷田となる。
- 1932年（昭和7年）10月1日 - 足立区成立により、足立区大谷田町となる。
- 1960年（昭和35年） - 一部が大谷田新町1 - 2丁目、大谷田町1 - 3丁目（住居表示未実施）となる。
- 1965年（昭和40年） - 1976年（昭和51年） - 残る区域は、現在の大谷田、谷中、中川、佐野の各一部となる。
  - 大谷田町（1 - 3丁目）は、1965年（昭和40年）に現在の中川、東和の各一部となる。
  - 大谷田新町は、1965年（昭和40年） - 1973年（昭和48年）に現在の大谷田、東和の各一部となる。

### 佐野新田
- 1593年（文禄2年） - 新蔵胤信の開発によって当村が成立。その際、家名を村名として付けられた。[2]
- 1889年（明治22年）5月1日 - 東渕江村成立により、大字佐野新田となる。
- 1932年（昭和7年）10月1日 - 足立区成立により、足立区佐野町となる。
- 1967年（昭和42年） - 現在の佐野、大谷田、六木、谷中の各一部となる。

### 長右衛門新田
- 時期不明（元禄期以前） - 浅田長右衛門の開発によって成立、開発者の名を以って村名とされる。
- 1889年（明治22年）5月1日 - 東渕江村成立により、大字長右衛門新田となる。
- 1932年（昭和7年）10月1日 - 足立区成立により、足立区長門町となる。
- 1965年（昭和40年） - 1973年（昭和48年） - 現在の中川、大谷田の各一部となる。

### 普賢寺村
- 1619年（慶長19年） - この年に書かれた新田開発状に『渕江之内ふけんじ、さんや新田開発之事』と見える。
- 1889年（明治22年）5月1日 - 東渕江村成立により、大字普賢寺となる。
- 1932年（昭和7年）10月1日 - 足立区成立により、足立区普賢寺町となる。
- 1965年（昭和40年） - 現在の綾瀬、東綾瀬の各一部となる。

### 北三谷村
- 1889年（明治22年）5月1日 - 東渕江村成立により、大字北三谷となる。
- 1932年（昭和7年）10月1日 - 足立区成立により、足立区北三谷町となる。
- 1960年（昭和35年） - 一部が北三谷町1 - 2丁目（住居表示未実施）となる。
- 1965年（昭和40年） - 現在の東綾瀬、東和の各一部となる。

### 蒲原村
- 元禄期 - 元禄郷長に『蒲原新田』が見え、この頃村が成立したものとされる。
- 1889年（明治22年）5月1日 - 東渕江村成立により、大字蒲原となる。
- 1932年（昭和7年）10月1日 - 足立区成立により、足立区蒲原町となる。
- 1960年（昭和35年） - 一部が蒲原町1 - 3丁目（住居表示未実施）となる。
- 1965年（昭和40年） - 1 - 3丁目の区域も含め、現在の東和の一部となる。

| 明治22年以前       | 明治22年5月1日 - 昭和6年 | 昭和7年 - 昭和17年 | 昭和18年 - 現在 | 現在   |
| ------------------ | ------------------------ | ------------------ | --------------- | ------ |
| 足立郡大谷田村     | 南足立郡東渕江村         | 東京市足立区       | 東京都足立区    | 足立区 |
| 足立郡佐野新田     | 南足立郡東渕江村         | 東京市足立区       | 東京都足立区    | 足立区 |
| 足立郡長右衛門新田 | 南足立郡東渕江村         | 東京市足立区       | 東京都足立区    | 足立区 |
| 足立郡普賢寺村     | 南足立郡東渕江村         | 東京市足立区       | 東京都足立区    | 足立区 |
| 足立郡北三谷村     | 南足立郡東渕江村         | 東京市足立区       | 東京都足立区    | 足立区 |
| 足立郡蒲原村       | 南足立郡東渕江村         | 東京市足立区       | 東京都足立区    | 足立区 |